# Westmont (PATCO)
Westmont  es una estación en la línea PATCO del Port Authority Transit Corporation. La estación se encuentra localizada en 100 Stoy Avenue en Haddon, Nueva Jersey. La estación Westmont fue inaugurada en 1969. La Autoridad Portuaria del Río Delaware es la encargada por el mantenimiento y administración de la estación.

## Descripción y servicios
La estación Westmont cuenta con 1 plataforma central y 2 vías. La estación también cuenta con 1149 de espacios de aparcamiento. 

## Conexiones
La estación es abastecida por las siguientes conexiones: 
- Rutas de autobuses de NJT Bus: 403 y 451.